# Bandage
Bandagen (Schutz-, Stützverband) oder Faschen (österr.) sind meist weiche, elastische Stoffstücke, mit denen verletzte Körperteile eingewickelt werden, um sie vor Schmutz zu schützen. Jedoch gibt es auch so genannte Stützbandagen, die die Gelenke vor Überbeanspruchung schützen sollen und zur Kategorie der Orthesen gehören. Im Sport werden Bandagen zum Schutz von Knochen und Gelenken eingesetzt. Früher wurden auch Säuglinge mit Faschen gewickelt.

## Wortherkunft
Das Fremdwort wurde im 18. Jahrhundert aus dem französischen bandage entlehnt, das eigentlich „Verbindung, Vereinigung (von Personen)“ bedeutet und selbst auf französisch bande zurückgeht (vergleiche Bande). Fasche hingegen kommt vom lateinischen und italienischen fascia (= Binde, Band; Streifen).

## Pferdesport
Bei Pferden werden Bandagen als Schutz für Fesselgelenk und Röhrbein verwendet. Wird sie als Schutz zum Beispiel beim Transport oder Reiten verwendet, so ist unbedingt auf den korrekten Sitz der Bandage zu achten. Die Bandagen dürfen einerseits nicht zu eng gewickelt werden, da sie sonst die Blutzufuhr der Beine beeinträchtigen, aber auch nicht zu locker, da sie sich in diesem Fall leicht lösen und zu einem Verletzungsrisiko für Pferd und Reiter werden können. Eine Alternative sind die weniger problematischen Gamaschen.

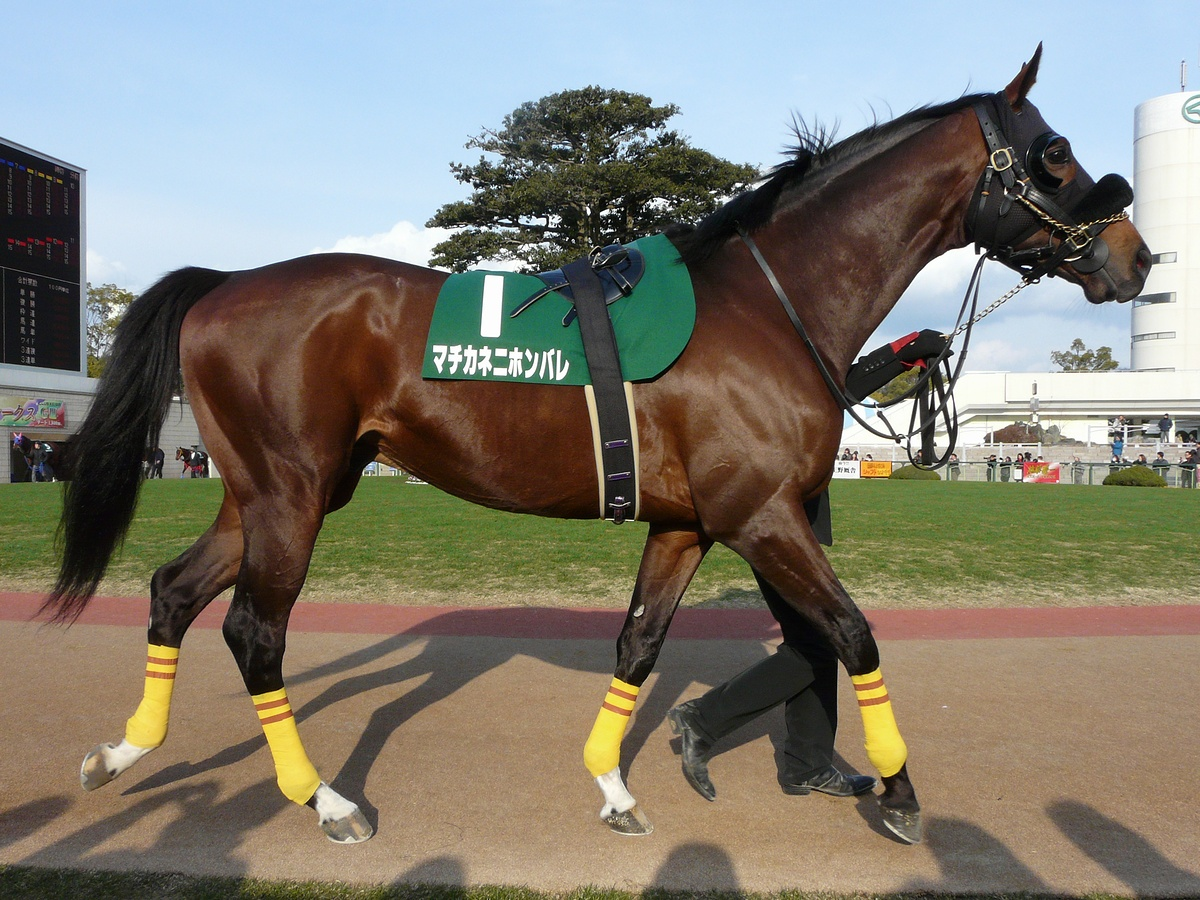
Pferd mit gelben Bandagen
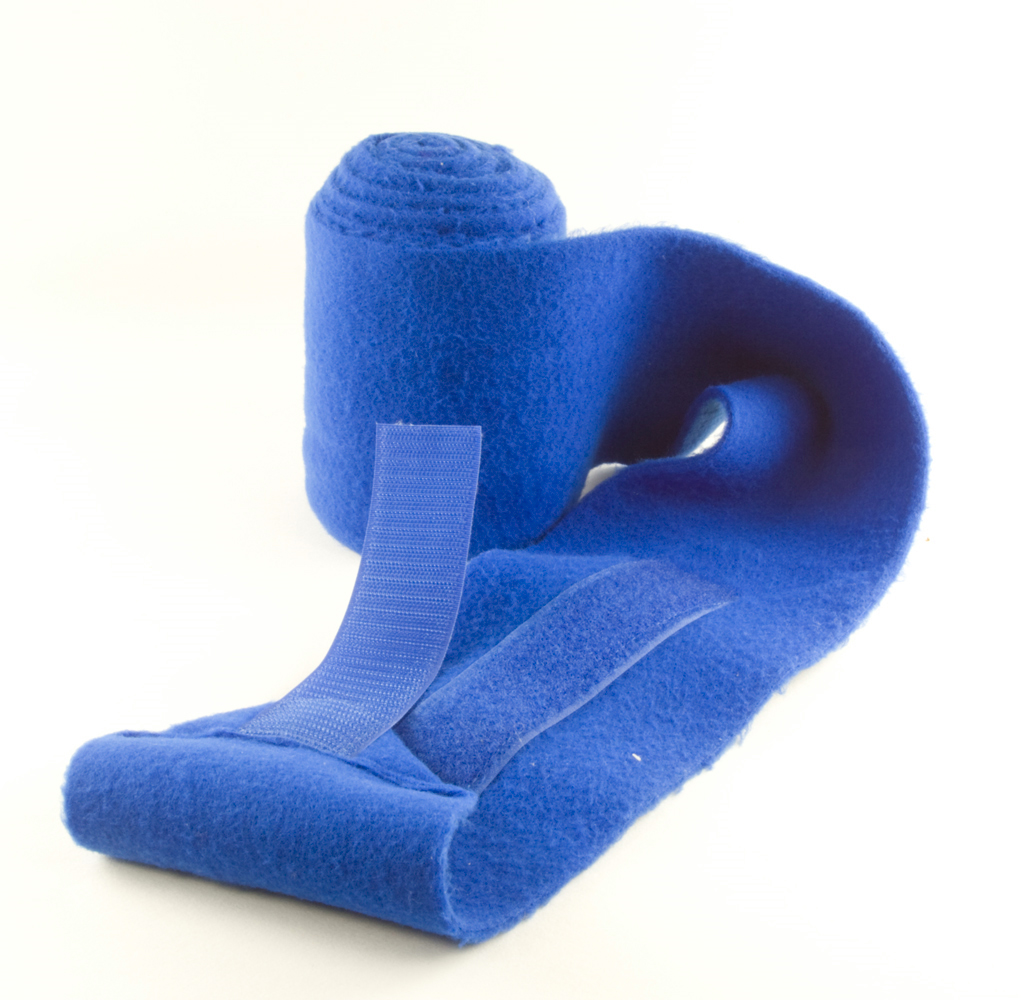
Bandage für Pferde

## Kampfsport

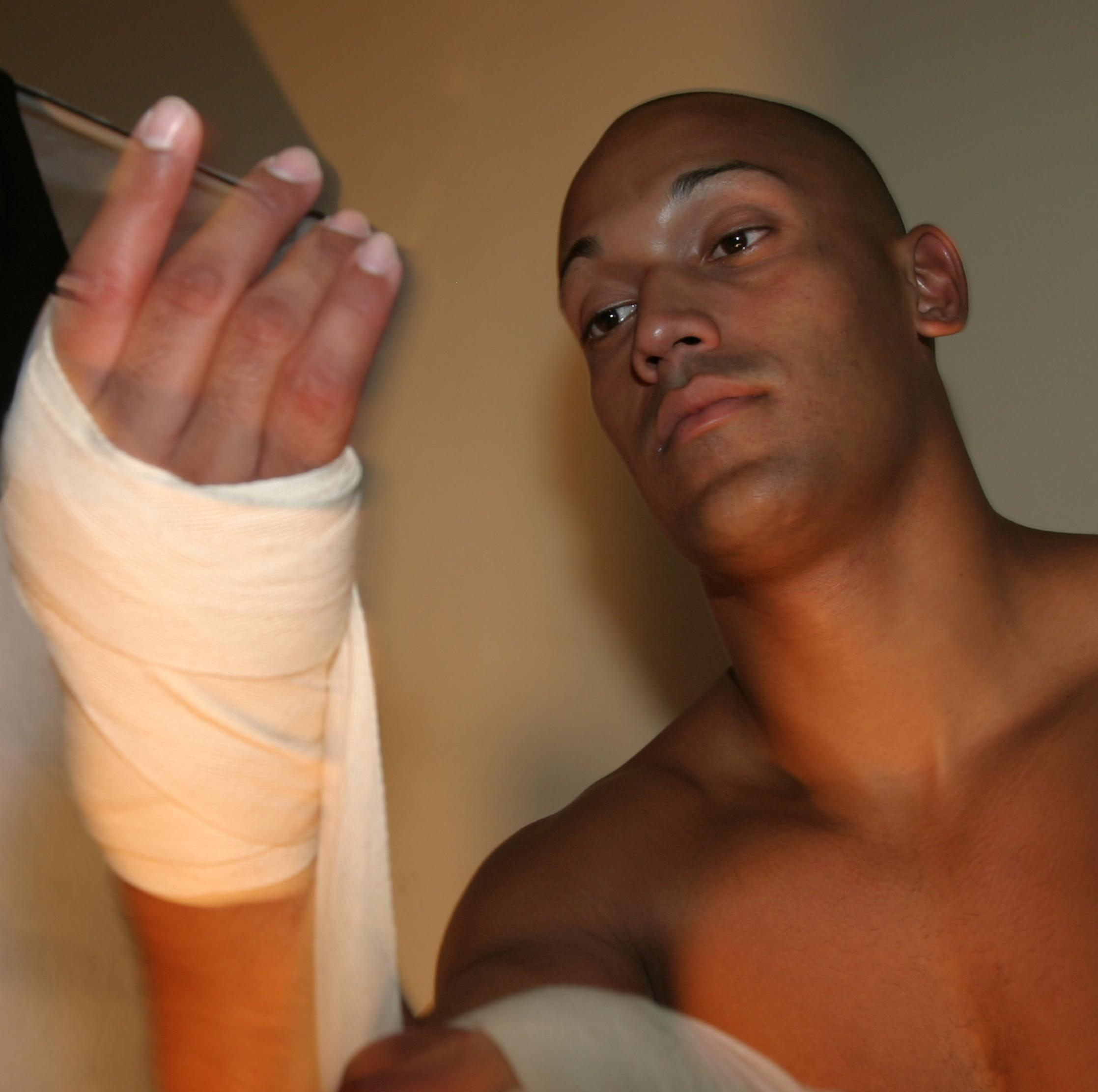
Handbandage

Im Boxen ist heutzutage das Tragen von Handbandagen für den Kämpfer in den Regeln vorgeschrieben. Das Tragen von Hand- oder Fußbandagen ist aber auch in anderen Kampfsportarten weit verbreitet.
Bandagen schützen die Knochen und Gelenke vor Verstauchungen und Brüchen. Die Bandagen müssen im Amateurboxen aus Kambrik, Mull, Trikotschlauch oder Flanell gefertigt sein. Jede Bandage kann zwischen 2,50 m und 5 m lang und 5 cm breit sein.
Im Altertum wurden Bandagen aus Leder benutzt. Neben der Schutzwirkung sollten sie das Verletzungsrisiko des Gegners erhöhen. In römischen Faustkämpfen soll es sogar zulässig gewesen sein, die Bandagen mit Metallplättchen zu besetzen.